# Dallas Schoo

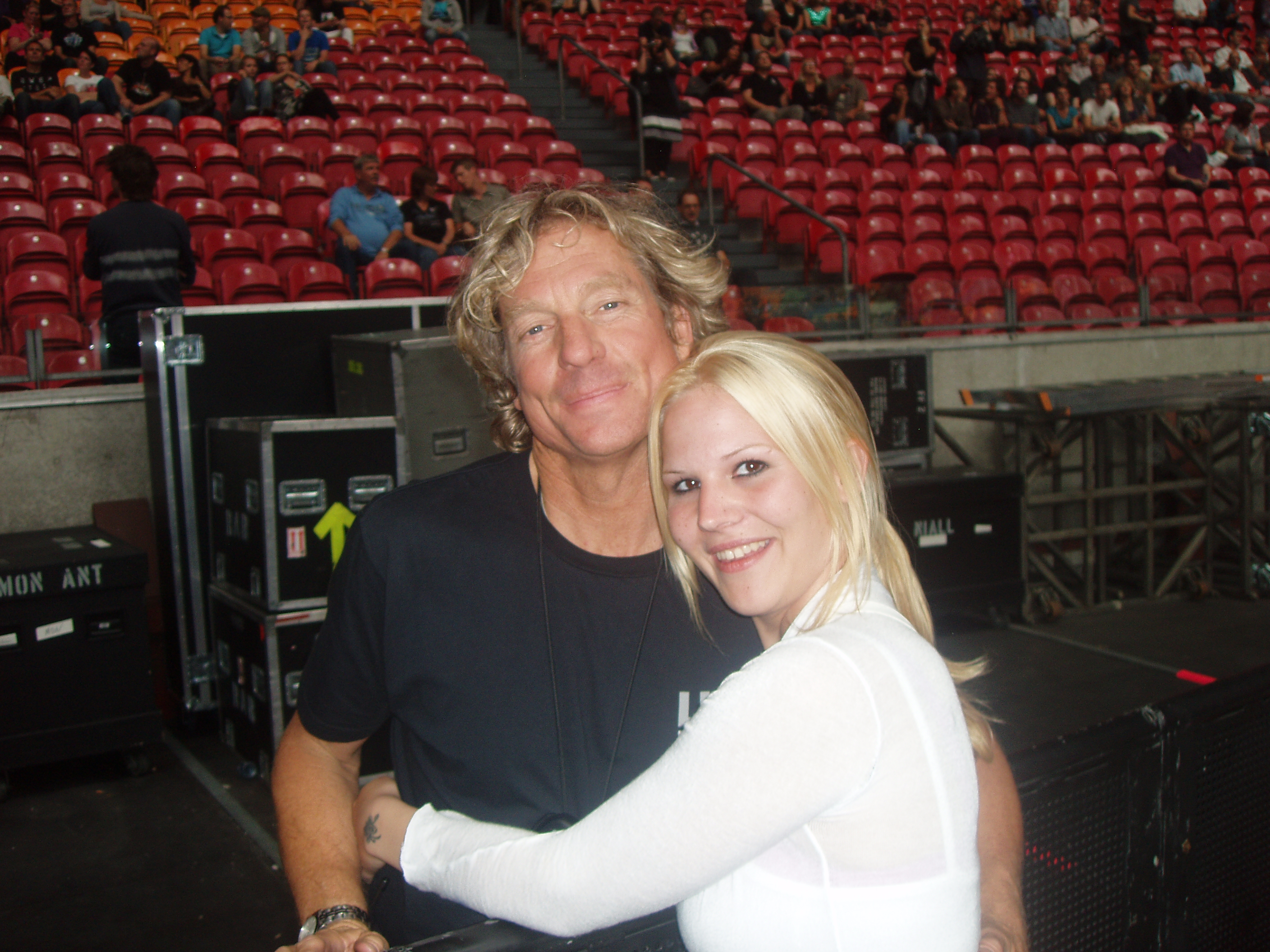
Dallas Schoo avec une fan.

Dallas Schoo Dalton (né un 20 novembre à  Louisville, Kentucky), connu sous le nom Dallas Schoo, est un guitariste américain. Il est le technicien de guitare de The Edge du groupe U2 depuis la deuxième partie de leur tournée Joshua Tree World Tour en 1987.

## Biographie
Dallas Schoo est né et a grandi à Louisville dans une famille aimante qu'il a quitté à 18 ans. Avec elle, il a vécu beaucoup de bons moments et a été marqué par la discipline et les valeurs inculquées par ses parents, à la maison ainsi qu'au sein de leur paroisse.  
Par ailleurs, Dallas Schoo a beaucoup joué au tennis en compétition, mais aussi juste pour le plaisir, pendant ses années de lycée et dans sa première année à l'université. Au cours de cette période, grâce à son enthousiasme pour ce sport et à son emploi sur les courts de tennis en terre battue de Louisville, il a rencontré des joueurs qui l'ont beaucoup influencé personnellement et qui ont fait partie des dix meilleurs au classement ATP, notamment son professeur et partenaire de jeu le plus proche, Vitas Gerulaitis qui était no 3 mondial à l'époque.
Parallèlement à ses études et au tennis, Dallas Schoo a passé une bonne partie de sa scolarité à écouter de la musique. Il est allé à quelques concerts et a acheté un bon nombre de vinyles (des 45 tours et des 33 tours). Il est également beaucoup allé dans des "dance clubs" pour adolescents où jouaient des groupes locaux. Il a notamment apprécié y aller parce que c'étaient d'excellents endroits pour rencontrer des filles. Il ne dansait pas forcément mais adorait discuter de musique avec certaines d'entre elles.
Alors que Dallas était encore à l'école primaire, ses parents lui ont acheté une guitare après avoir fait beaucoup d'économies et lui avoir fait promettre que cet investissement ne serait pas que pour une passade de sa part. Dallas Schoo voulait vraiment apprendre juste quelques accords de guitare basiques et des chansons qui passaient à la radio. Il n'a jamais essayé d'être dans un groupe mais voulait juste être capable de jouer des morceaux des Beatles, des Rolling Stones, des Yardbirds et des Kinks qu'il écoutait sur ses disques. Bien qu'il se trouvait nul, il s'amusait. 
Plus tard, Dallas Schoo a économisé de l'argent pour acheter les mêmes amplificateurs de guitare Vox, fabriqués en Angleterre, qu'il avait vu utilisés par George Harrison et John Lennon quand il est allé voir, avec sa sœur, le film A Hard Day's Night des Beatles. Il était "accro". Dallas Schoo voulait faire ce genre de métier, et avoir si possible l'adoration de tous ces fans criants et connaître l'enthousiasme de la scène comme les quatre gars aux cheveux longs.
Dallas Schoo a ensuite quitté Louisville pour aller à l'université dans l'Ohio. Puis, il a déménagé dans l'ouest des États-Unis pour intégrer une école au Colorado. Il s'est alors inscrit à l'"Entertainment Committee" (Comité de divertissement) du campus où il a été chargé de réunir les groupes de musique et autres animateurs qui pouvaient participer aux événements proposés et organisés sur le campus. D'après Dallas Schoo lui-même, cela a été le réel début de sa carrière. C'est son colocataire, dont le père était le président de Warner Bros. Records, qui lui a fait s'intéresser réellement à cette activité.

## Carrière

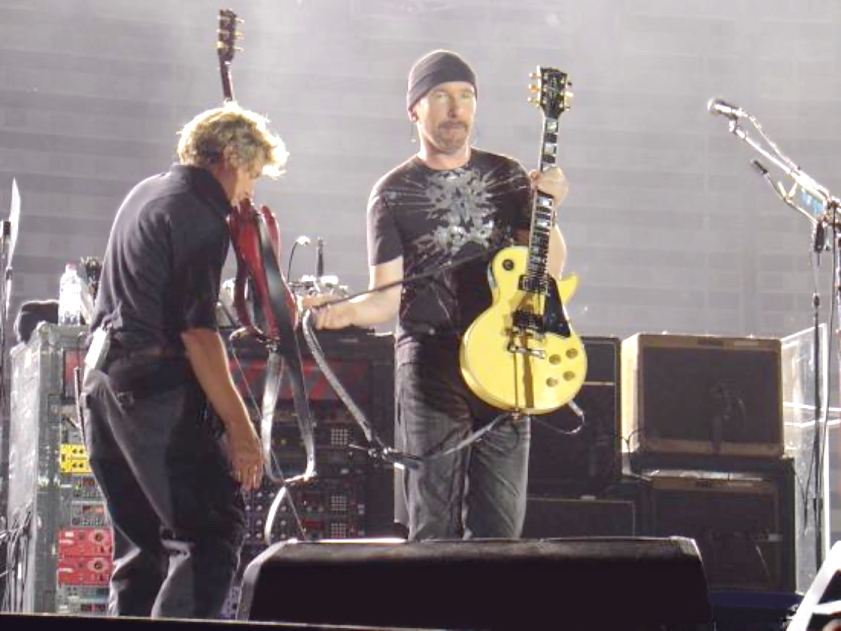
Dallas Schoo avec The Edge au cours d'un échange de guitares sur la scène du Vertigo Tour de U2 à Rome le samedi 23 07 2005.

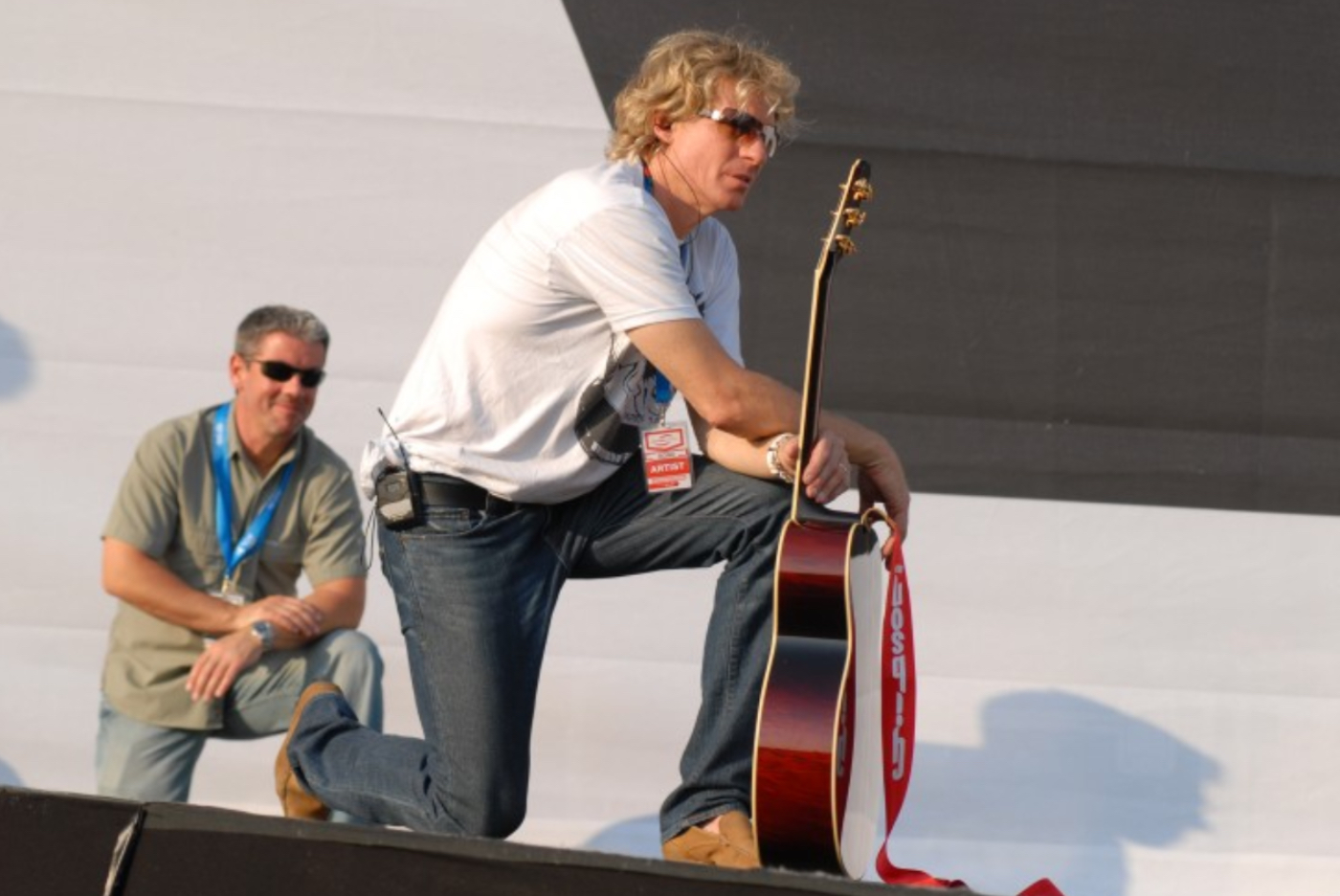
Dallas Schoo et Brian Murphy en arrière-plan (le garde du corps de Bono), lors du concert de Make Poverty History à Rostock le jeudi 07 06 2007.

Dallas Schoo a été directeur de scène et parfois guitariste du groupe Firefall avec Rick Roberts. Sur l'album Elan, qui a été certifié disque de platine, Dallas Schoo y figure comme musicien.
Dallas Schoo est reconnu dans l'industrie de la musique grâce à son travail en tant que technicien de guitare pour des groupes et des musiciens tels que The Police, Eagles, Prince, Pearl Jam, Jimmy Buffett, Lynyrd Skynyrd et Steven Van Zandt. Il est surtout connu pour sa collaboration avec The Edge de U2 depuis 1987.
Fin 1986, alors que Dallas Schoo travaillait pour le groupe Mr. Mister, Daniel Lanois lui propose de devenir technicien guitare pour U2 en tournée pour le nouvel album The Joshua Tree. À l'époque, U2 était en couverture de Time Magazine et Dallas, à l'annonce de cette demande, a pensé "je vais aller avec ça ?". Sur les conseils de Bill Graham, il accepte la proposition et commence ainsi à travailler pour U2. Il est depuis lors présent en tant que technicien à tous les concerts et enregistrements en studio du groupe. Il a joué un rôle déterminant dans la mise en œuvre du "Son The Edge" qu'ils ont développé ensemble depuis 30 ans. The Edge utilise en concert plus de 20 guitares dont certaines sont précédemment remixées par Dallas Schoo. Pendant le spectacle, celui-ci remet les guitares à la disposition de The Edge et en contrôle partiellement les effets. La mise à disposition précise des guitares et la coordination avec les effets est une partie importante du spectacle et nécessite une préparation d'une semaine entre Dallas Schoo et U2.

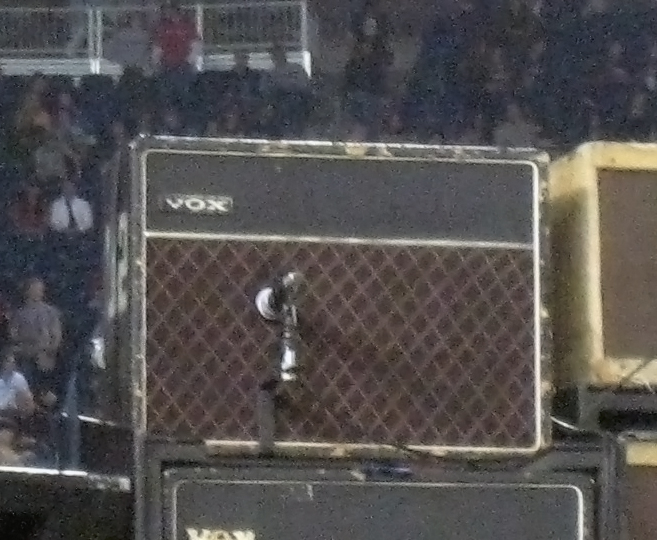
L'amplificateur Vox AC30 de The Edge lors du concert du 20 septembre 2009 au Gillette Stadium à Foxboro dans le Massachusetts.

Le son de la guitare de The Edge, dont Dallas Schoo en est le co-artisan, est considéré comme étant l'empreinte génétique de U2. 
En dehors des quatre musiciens du célèbre groupe dublinois, Dallas Schoo est l'un des membres les plus connus de l'organisation U2 (à côté du manager historique Paul McGuinness). Son intense et dur travail a été un facteur précieux dans la réussite des tournées de U2. Avant et pendant un concert, il peut affiner le réglage de 17 à 22 guitares. Parallèlement, Dallas Schoo travaille également sur la pédale (pédale Delay [qui prolonge le son jusqu’à ce qu’il s’éteigne et qui permet de moduler le timbre original avec un effet de chœur ou de vibrato] ou pédale Wah-wah, le plus souvent associé à l'ampli Vox AC30 Top Boost) du fameux guitariste au bonnet noir, tout en syntonisant en même temps, connaissant les tenants et les aboutissants de la plate-forme de The Edge. Tout cela ne représente que quelques facettes de son rôle incontournable. Même s'il peut être très intense si quelque chose ne va pas, Dallas Schoo adore son métier et pour lui c'est le meilleur travail au monde. 
Dans le film de Davis Guggenheim It Might Get Loud, Dallas Schoo explique certaines des configurations et effets de scène utilisés par The Edge.
```
      
"Il y a une personne que je voudrais remercier car, sans elle, toute cette tournée ne serait tout simplement pas possible. Je voudrais vous la présenter maintenant. Dallas Schoo Dalton, il est là-bas ! ... Dallas est l'une de nos plus grandes influences ! "
 - Bono après le concert au Hampton Coliseum à 
Hampton
, le 
12 décembre 1987
[
5
]
.
```

Il arrive également à Dallas Schoo de collaborer avec Bruce Springsteen pour des tournées ou de retravailler avec Little Steven Van Zandt. Grand guitariste lui-même, Dallas Schoo est considéré comme l'un des meilleurs techniciens de guitare. Dave Eastmen, propriétaire d'Ultracase (société californienne d'étuis et de supports d'instruments pour professionnels), dit simplement : "Dallas est le plus grand".
Grâce à la vaste sélection de sons que Dallas Schoo effectue avec toutes les guitares avant chaque concert de U2, il est bien connu des fans du groupe irlandais et il est devenu un «personnage culte» aux yeux de sa propre communauté de fans en ligne. Mais ce n'est pas seulement grâce à son travail que ce fin technicien de la guitare s'est fait remarquer, c'est aussi grâce au rapport incroyable qu'il a avec les fans. Il lui arrive notamment de leur donner des "setlists", des médiators, de venir leur parler, de les saluer ou de leur faire un clin d'œil depuis la scène, Dallas Schoo prend toujours du temps pour interagir avec les fidèles de U2.
En novembre 2003, alors qu'il venait de passer environ 18 mois en studio avec U2, à raison de 12 à 14 heures par jour, Dallas est parti avec Bono et The Edge au Cap en Afrique du Sud pour participer au concert 46664 organisé par la Fondation Nelson-Mandela en faveur de la lutte contre le sida. Ce fut un grand spectacle où il y avait eu un bon esprit. Durant les vols aller et retour entre Dublin et Le Cap, ainsi que pendant le concert sur place, Dallas Schoo a particulièrement apprécié la compagnie de ses deux célèbres camarades : "Je pense que je peux vous dire que sur ce long vol d'Irlande vers l'Afrique du Sud ainsi qu’au retour, mais aussi pendant le concert là bas, j’étais avec les deux personnes les plus merveilleuses que Dieu ai jamais envoyées pour partager mon séjour, … Bono et Edge, je veux dire".

## The Dalton Brothers
Les Dalton Brothers étaient un groupe fictif de courte durée, créé et interprété par U2 en 1987, au tout début de leur collaboration avec Dallas Schoo Dalton. Ce faux groupe de musique country et de folk, composés des frères Alton (Bono), Luke (The Edge), Duke (Larry Mullen Jr.) et de leur sœur Betty (Adam Clayton), a joué en première partie de trois des concerts de U2 (le 1er novembre 1987 à Indianapolis, le 18 novembre 1987 à Los Angeles et le 12 décembre 1987 à Hampton) lors de leur tournée Joshua Tree World Tour.
Les U2 alias "Dalton Brothers" sont apparus sur scène en portant des perruques, des chapeaux de cow-boy et des bottes de style country, rappelant les albums de Lucky Luke de Morris. Les Dalton Brothers seraient les descendants d'une famille légendaire de hors-la-loi de l'Ouest, les frères Dalton qui avaient sévi à la fin du XIXe siècle. Le faux groupe auraient ainsi surmonté le passé terni et la réputation troublée de leur famille pour forger une carrière splendide, et surtout non reconnue, dans l'ouest sauvage de l'industrie de la musique country. Ils auraient leur résidence dans le ranch familial à Galveston, au Texas, à l'exception de Duke qui aurait un appartement avec trois chambres à Dallas. 
Les Dalton Brothers se seraient réunis à la fin des années 1960 sous la direction de Dallas Schoo Dalton qui aurait rapidement compris que ses talents personnels étaient nécessaires derrière la scène, en tant que gestionnaire du son et de l'équipement du groupe. Dallas Schoo Dalton aurait joué un rôle déterminant pour aider les Dalton Brothers à décrocher les trois concerts en première partie de U2.

## Récompenses
TPi Awards 2010 (Total Production international Awards) 

## Discographie
Firefall - Elan (Atlantique, 1978)

## Vie privée
Dallas Schoo est marié et vit à Boulder dans le Colorado. Il est un passionné de tennis qu'il pratique régulièrement tout comme la natation.